# Jinjeon-myeon
Jinjeon-myeon (koreanska: 진전면) är en socken i stadskommunen Changwon i provinsen Södra Gyeongsang i den sydöstra delen av Sydkorea, 300 km sydost om huvudstaden Seoul. Den ligger i stadsdistriktet Masanhappo-gu.